# 富吉拉俱樂部體育場
富吉拉俱樂部體育場是一座位於阿拉伯聯合大公國富吉拉的綜合體育場。目前常使用於舉辦足球賽事，它為富吉拉體育俱樂部的主場。該體育場可以容納5000人。